# نازنين محمد وسو شيخ محمد
نازنين محمد وسو شيخ محمد هي مهندسة وسياسية عراقية كردية، ولدت في أربيل سنة 1959.
حصلت على شهادة البكالوريوس في الهندسة المدنية من جامعة السليمانية في العراق عام 1980.
عملت مهندسة ومشرفة على مشاريع في وزارة الإسكان والتعمير في العراق للفترة من 1981 إلى 1990.
تولت منصب مديرة الإعمار والتنمية في محافظة أربيل (1991 - 1995)، ثم مديرة في وزارة الإعمار والتنمية في حكومة إقليم كردستان للفترة 1995-1996، ثم شغلت منصب وكيل وزير الإعمار والتنمية عام 1996.
بعدها شغلت مناصب الوزارية في حكومة إقليم كردستان التالية:
- وزيرة الإعمار والتنمية (1996-1999)
- وزيرة الأشغال العامة (1999-2004)
- وزيرة الإعمار والإسكان (2004-2006)
- وزيرة البلديات (2006-2009)

وفي 7 أيار 2020، اختيرت وزيرة للإعمار والإسكان والبلديات والأشغال العامة في حكومة مصطفى الكاظمي.